# Trachypithecus geei
- Commons
- Wikispecies

O langur-de-ouro (Trachypithecus geei), também conhecido como langur-dourado é uma das 17 espécies de Trachypithecus.

## Subespécies
O Mammal Species of the World reconhece duas subespécies de Trachypithecus geei:
- Trachypithecus geei geei[5][6]
- Trachypithecus geei bhutanensis[5][7]

Porém, ainda não são reconhecidas pela Lista vermelha da IUCN.